# Palmtapuit
De palmtapuit (Dulus dominicus) is een vogel uit de familie van de palmtapuiten (Dulidae).

## Kenmerken
Zijn verenkleed is aan de bovenzijde donker olijfkleurig, de staart heeft dezelfde kleur. De onderzijde is versierd met roomwitte en olijfkleurige strepen. Hij heeft een krachtige, zware snavel. De lichaamslengte bedraagt 18 cm.

## Leefwijze
Zijn voedsel bestaat voornamelijk uit vruchten en bloemen, die hij in de bomen plukt. Derhalve komt hij bijna nooit op de grond. De vogel is vaak agressief en zeer luidruchtig.

## Voortplanting
Deze vogels maken gebruik van grote gemeenschappelijke nesten met compartimenten voor twee tot dertig paren, die elk een eigen ingang hebben aan de buitenkant. Dit nest van twijgen wordt rond de stam en lagere bladen van een palmboom gevlochten. Het wordt bekleed met zachte reepjes bast en gras. Legsels bestaan meestal uit twee tot vier witte, dicht-grijsgevlekte eieren. Buiten het broedseizoen wordt het nest gebruikt als rustplaats.

## Verspreiding en leefgebied
Deze soort komt voor op Haïti, inclusief het eilandje Gonave en de Dominicaanse Republiek. De palmtapuit is de nationale vogel van de Dominicaanse Republiek.